# محاصره اورشلیم (۱۱۸۷)
محاصره اورشلیم (انگلیسی: Siege of Jerusalem)، نبردی است در سال ۱۱۸۷ میلادی بین ایوبیان به فرماندهی صلاح‌الدین و پادشاهی اورشلیم به فرماندهی بالین ابلین در شهر اورشلیم که بعد پیروزی مسلمانان در نبرد حطین، اتفاق افتاد. طی این نبرد، سرانجام بالین شهر را تسلیم صلاح‌الدین نمود و خود به همراه سایر مسیحیان عازم صور شدند.